# Kyrktjärnen (Nordmalings socken, Ångermanland, 707180-168819)
Kyrktjärnen är en sjö i Nordmalings kommun i Ångermanland och ingår i Öreälvens huvudavrinningsområde.